# Hotel del Coronado

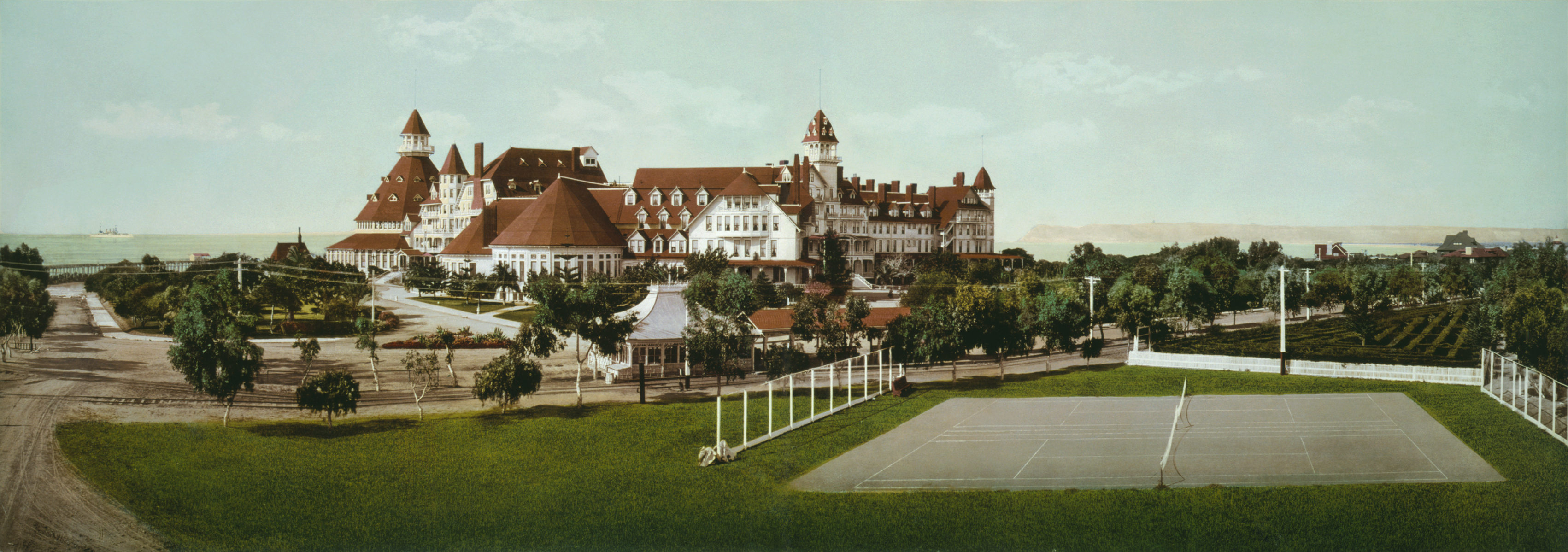
Het Hotel del Coronado circa 1900

Het Hotel del Coronado (ook bekend als The Del en Hotel Del) is een luxehotel aan het strand in Coronado, een stad nabij San Diego, in het zuiden van de Amerikaanse staat Californië. Het hotel is een van de weinige resterende voorbeelden van een typisch Amerikaanse bouwstijl: houten victoriaanse strandresorts. Het hotel is meer specifiek in laat-victoriaanse Queen Anne-stijl opgetrokken. Hotel del Coronado is een van de oudste en grootste volledig houten bouwwerken in Californië. Sinds 1977 is het historische hotel erkend als National Historic Landmark.
Toen het Hotel del Coronado openging in 1888, was het 's wereld grootste resorthotel. In 1904 stond hier de eerste kerstboom die versierd was met elektrische lichtjes. Er verbleven veel presidenten, vorsten en beroemdheden. Er werden ook bekende films opgenomen, waaronder de komedie Some Like It Hot met Marilyn Monroe. Van de American Automobile Association kreeg Hotel del Coronado een viersterren-beoordeling.
In America's Favorite Architecture, een lijst van de meest populaire bouwwerken in de VS, staat Hotel del Coronado op de 18e plaats. Daarmee is het hotel het op een na meest geliefde bouwwerk in Californië, na de Golden Gate Bridge (op de 5e plaats). De stijl van het hotel diende overigens als inspiratie voor het Disney-hotel Grand Floridian Resort & Spa in Florida. Ook het Disneyland Hotel in Disneyland Paris en het gelijknamige hotel in Hong Kong Disneyland Resort bouwen voort op diezelfde Queen Anne-stijl.